# Alexandr Popov (biatleta)
Alexandr Vladímirovich Popov –en ruso, Александр Владимирович Попов; en bielorruso, Аляксандр Уладзіміровіч Папоў, Aliaxandr Uladzimirovich Papou– (Tobolsk, URSS, 22 de febrero de 1965) es un deportista bielorruso que compitió en biatlón.
Participó en cuatro Juegos Olímpicos de Invierno, entre los años 1988 y 1998, obteniendo en total dos medallas: oro en Calgary 1988 y plata en Albertville 1992. Ganó diez medallas en el Campeonato Mundial de Biatlón entre los años 1987 y 1997, y cinco medallas en el Campeonato Europeo de Biatlón entre los años 1995 y 1998.

## Palmarés internacional
| Representando a la URSS           |                              |                   |            |
| Juegos Olímpicos                  |                              |                   |            |
| Año                               | Lugar                        | Medalla           | Prueba     |
| 1988                              | Calgary (Canadá)             | Medalla de oro    | Relevos    |
| Campeonato Mundial                |                              |                   |            |
| Año                               | Lugar                        | Medalla           | Prueba     |
| 1987                              | Lake Placid (Estados Unidos) | Medalla de plata  | Relevos    |
| 1989                              | Feistritz (Austria)          | Medalla de oro    | Equipo     |
| 1989                              | Feistritz (Austria)          | Medalla de plata  | Relevos    |
| 1991                              | Lahti (Finlandia)            | Medalla de plata  | Individual |
| 1991                              | Lahti (Finlandia)            | Medalla de plata  | Relevos    |
| Representando al Equipo Unificado |                              |                   |            |
| Juegos Olímpicos                  |                              |                   |            |
| Año                               | Lugar                        | Medalla           | Prueba     |
| 1992                              | Albertville (Francia)        | Medalla de plata  | Relevos    |
| Representando a la CEI            |                              |                   |            |
| Campeonato Mundial                |                              |                   |            |
| Año                               | Lugar                        | Medalla           | Prueba     |
| 1992                              | Novosibirsk (Rusia)          | Medalla de oro    | Equipo     |
| Representando a Bielorrusia       |                              |                   |            |
| Campeonato Mundial                |                              |                   |            |
| Año                               | Lugar                        | Medalla           | Prueba     |
| 1995                              | Antholz (Italia)             | Medalla de bronce | Relevos    |
| 1996                              | Ruhpolding (Alemania)        | Medalla de oro    | Equipo     |
| 1996                              | Ruhpolding (Alemania)        | Medalla de bronce | Relevos    |
| 1997                              | Osrblie (Eslovaquia)         | Medalla de oro    | Equipo     |
| Campeonato Europeo                |                              |                   |            |
| Año                               | Lugar                        | Medalla           | Prueba     |
| 1995                              | Grand-Bornand (Francia)      | Medalla de oro    | Relevos    |
| 1995                              | Grand-Bornand (Francia)      | Medalla de plata  | Individual |
| 1996                              | Val Ridanna (Italia)         | Medalla de plata  | Relevos    |
| 1996                              | Val Ridanna (Italia)         | Medalla de bronce | Individual |
| 1998                              | Minsk (Bielorrusia)          | Medalla de plata  | Velocidad  |